# D.O.E.
D.O.E. (Dominate Over Everyone) é um rapper e compositor americano, nascido em Queens.

## Discografia
- Timbaland Presents The Fall of John Doe...The Rise of D.O.E (2008)

## Singles
- "Rollin"  (com Lil' Jon)
- "Bottom to tha Top"
- "Piano Man"
- "The Way I Are"  (com Timbaland, Keri Hilson & D.O.E.)
- "Coming Down"  (com Keri Hilson)
- "The Hottest"  (com Precious Paris)